# Kfar Jedidja
Kfar Jedidja (hebrejsky כְּפַר יְדִידְיָה, doslova „Jedidjova vesnice“, v oficiálním přepisu do angličtiny Kefar Yedidya, přepisováno též Kfar Yedidia) je vesnice typu mošav v Izraeli, v Centrálním distriktu, v Oblastní radě Emek Chefer.

## Geografie
Leží v nadmořské výšce 27 metrů v hustě osídlené a zemědělsky intenzivně využívané pobřežní nížině respektive Šaronské planině. Západně od vesnice prochází vádí Nachal Avichajil.
Obec se nachází 4 kilometry od břehu Středozemního moře, cca 32 kilometrů severovýchodně od centra Tel Avivu, cca 52 kilometrů jihojihozápadně od centra Haify a 10 kilometrů jižně od města Chadera. Kfar Jedidja obývají Židé, přičemž osídlení v tomto regionu je etnicky převážně židovské. Spolu se sousedními vesnicemi Ma'abarot, Mišmar ha-Šaron, Kfar Chajim, Hadar Am a Bejt Jicchak-Ša'ar Chefer vytváří souvislý severojižní pás zemědělských sídel táhnoucí se až k okraji města Netanja.
Kfar Jedidja je na dopravní síť napojen pomocí dálnice číslo 4.

## Dějiny
Kfar Jedidja byl založen v roce 1935. Mošav je pojmenován podle starověkého židovského učence Filóna Alexandrijského, který měl přezdívku Jedidja. Měli tak být připomenuti Židé z egyptské Alexandrie, kteří se ve 30. letech 20. století podíleli na založení fondu na pomoc německým Židům. Územní plán nové osady zpracoval roku 1933 pro Židovskou agenturu architekt Richard Kaufmann. Mělo jít o agrární osadu s 50 rodinnými statky.
Jejími zakladateli byla skupina Židů původem z Německa. Zakladatelská skupina se zformovala na jaře v roce 1934. Většinou ji tvořili středostavovští Židé, mnozí s akademickými tituly. Ti pak procházeli výcvikem v Netanji. 8. srpna 1934 byl položen základní kámen k nové osadě a 8. dubna 1935 byla vesnice slavnostně otevřena. Nastěhovalo se sem prvních sedm osadníků. Brzy nato pokračovala výstavba dalších farem a přicházeli sem i Židé z Nizozemska. Další výrazné rozšíření prodělal mošav v letech 1936-1938, kdy tu vyrostlo 40 nových farem. Další osadnická skupina sestávající z 22 židovských rodin z Německa sem přišla roku 1945.
Před rokem 1949 měl mošav rozlohu katastrálního území 1 075 dunamů (1,075 kilometru čtverečního). Správní území obce dnes dosahuje 2 650 dunamů (2,65 kilometrů čtverečních). Ve vesnici stojí 61 farmářských usedlostí, další desítky rodin zde pobývají bez vazby na zemědělské podnikání. Místní ekonomika je zčásti založena na zemědělství, přičemž výrazně se rozvíjí pěstování květin. V mošavu je k dispozici obchod, společenské centrum, knihovna a synagoga, kterou společně využívají i obyvatelé sousedních vesnic Hadar Am a Kfar Chajim.

## Demografie
Podle údajů z roku 2014 tvořili naprostou většinu obyvatel v Kfar Jedidja Židé (včetně statistické kategorie "ostatní", která zahrnuje nearabské obyvatele židovského původu ale bez formální příslušnosti k židovskému náboženství).
Jde o menší sídlo vesnického typu s dlouhodobě rostoucí populací. K 31. prosinci 2014 zde žilo 738 lidí. Během roku 2014 populace klesla o 1,9 %.
| Rok            | 1948 | 1961 | 1972 | 1983 | 1995 | 2001 | 2003 | 2004 | 2005 | 2006 | 2007 | 2008 | 2009 | 2010 | 2011 | 2012 | 2013 | 2014 |
| -------------- | ---- | ---- | ---- | ---- | ---- | ---- | ---- | ---- | ---- | ---- | ---- | ---- | ---- | ---- | ---- | ---- | ---- | ---- |
| Počet obyvatel | 340  | 302  | 306  | 365  | 434  | 492  | 505  | 540  | 550  | 589  | 623  | 653  | 691  | 728  | 754  | 734  | 752  | 738  |